# Macalla
Macalla är ett släkte av fjärilar. Macalla ingår i familjen mott.

## Bildgalleri

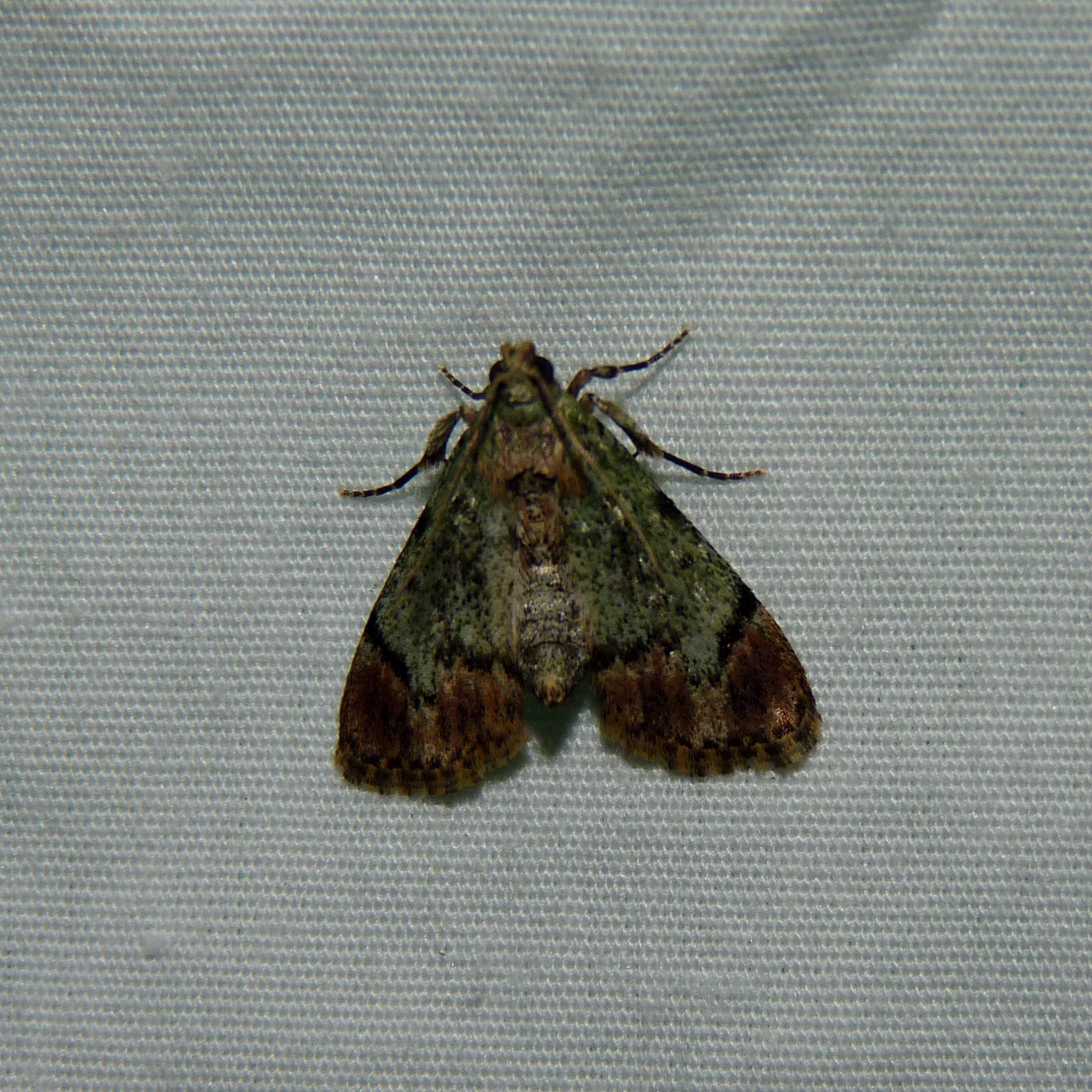

## Dottertaxa tillMacalla, i alfabetisk ordning[1]
- Macalla admotalis
- Macalla aenochroa
- Macalla albifurcalis
- Macalla albofascialis
- Macalla amauropis
- Macalla amica
- Macalla apicalis
- Macalla arctata
- Macalla asymmetrica
- Macalla atricinctalis
- Macalla atrox
- Macalla aureobasalis
- Macalla baibarana
- Macalla basiochra
- Macalla boliviana
- Macalla brachyscopalis
- Macalla camphorella
- Macalla caradriniformis
- Macalla carbonifera
- Macalla cervinalis
- Macalla chloanthes
- Macalla chlorographalis
- Macalla chlorophoena
- Macalla cholica
- Macalla cinerascens
- Macalla cletolis
- Macalla congenitalis
- Macalla conjuncta
- Macalla costimacula
- Macalla crypsaula
- Macalla crypserythra
- Macalla cupreotincta
- Macalla cuproviridalis
- Macalla curtulalis
- Macalla derogatella
- Macalla diaprepes
- Macalla dimidialis
- Macalla dochmoscia
- Macalla dubiosalis
- Macalla ebenina
- Macalla elaea
- Macalla elegans
- Macalla elutalis
- Macalla eumictalis
- Macalla eupepla
- Macalla euryleuca
- Macalla exrufescens
- Macalla fasciculata
- Macalla fasciolata
- Macalla finstanalis
- Macalla flavicollaris
- Macalla fuliginosa
- Macalla fulvitinctalis
- Macalla fumosalis
- Macalla galeata
- Macalla glastianalis
- Macalla glaucochrysalis
- Macalla glyceropa
- Macalla grisealis
- Macalla habitalis
- Macalla hicanodes
- Macalla hoenei
- Macalla hupehensis
- Macalla hyalinalis
- Macalla hypnonalis
- Macalla hypoxantha
- Macalla hyutanahana
- Macalla ignezonalis
- Macalla impurella
- Macalla insularis
- Macalla kwangtungialis
- Macalla lakasy
- Macalla lithochlora
- Macalla loxophaea
- Macalla lygropa
- Macalla macallalis
- Macalla madegassalis
- Macalla malgassica
- Macalla marginata
- Macalla marmorea
- Macalla mauritanica
- Macalla melanobasis
- Macalla melanospilellus
- Macalla melapastalis
- Macalla melli
- Macalla mesoleucalis
- Macalla metasarcia
- Macalla metaxanthalis
- Macalla minor
- Macalla minoralis
- Macalla mioswari
- Macalla mixtalis
- Macalla mixtirosalis
- Macalla mnesibrya
- Macalla mniarias
- Macalla mniomima
- Macalla nankingialis
- Macalla nauplialis
- Macalla nebulosa
- Macalla nephelodes
- Macalla niveorufa
- Macalla noctuipalpis
- Macalla nubilalis
- Macalla nyctichroalis
- Macalla nyctizonalis
- Macalla obliquilineata
- Macalla ochroalis
- Macalla ochrotalis
- Macalla olivaceoalba
- Macalla olivalis
- Macalla olivaris
- Macalla pallidalis
- Macalla pallidomedia
- Macalla parvula
- Macalla peloscia
- Macalla pentabela
- Macalla peratophaea
- Macalla perdentalis
- Macalla phaeobasalis
- Macalla phaeopasta
- Macalla phaeoperalis
- Macalla phidiasalis
- Macalla philiasalis
- Macalla plicatalis
- Macalla plumbeopictalis
- Macalla poliophanes
- Macalla polychroalis
- Macalla polypsamma
- Macalla polyscia
- Macalla pomalis
- Macalla porphyralis
- Macalla pretiosalis
- Macalla pseudopinguinalis
- Macalla purpureopicta
- Macalla pyralisalis
- Macalla pyrastis
- Macalla recurvalis
- Macalla regalis
- Macalla revulsa
- Macalla ridiculalis
- Macalla rubiginosa
- Macalla rubripalpalis
- Macalla rufibarbalis
- Macalla rufitinctalis
- Macalla rugosalis
- Macalla sagarisalis
- Macalla scurtata
- Macalla seyrigalis
- Macalla shanghaiella
- Macalla shibuyai
- Macalla sinualis
- Macalla soudanensis
- Macalla subcultella
- Macalla symmetrica
- Macalla syrichtusalis
- Macalla tegulalis
- Macalla tenebrosalis
- Macalla termenipuncta
- Macalla thyrsisalis
- Macalla triglochis
- Macalla umbrosalis
- Macalla unipunctalis
- Macalla vadoni
- Macalla validalis
- Macalla viridetincta
- Macalla viridirufalis
- Macalla wollastoni
- Macalla vulstana
- Macalla zelleri
- Macalla zophera